# Ryder (groupe)
Pour les articles homonymes, voir Ryder.
Ryder est un groupe de pop britannique. Il représente le Royaume-Uni au Concours Eurovision de la chanson 1986 en interprétant Runner in the Night.

## Histoire
Le groupe est mené par Maynard Williams, fils de l'acteur Bill Maynard, que l'on a pu voir dans Great Big Groovy Horse, un opéra rock inspiré du cheval de Troie, produit par la BBC pour Noël 1975.
À la fin de la soirée, Runner in the Night obtient 72 points et finit septième sur vingt participants.
La chanson est la première chanson britannique de l'Eurovision à ne pas atteindre le top 75 depuis 1964, prenant seulement la 98e place. Il est le seul single du groupe.
Ensuite Williams fait équipe avec les compositeurs de la chanson Maureen Darbyshire et Brian Wade pour composer la chanson générique de la série dramatique Truckers, diffusée sur la BBC, dans laquelle il apparaît.

## Source de la traduction
- (en) Cet article est partiellement ou en totalité issu de l’article de Wikipédia en anglais intitulé « Ryder (band) » (voir la liste des auteurs).